# Seznam nosilcev spominskega znaka Gibina
Seznam nosilcev spominskega znaka Gibina.

## Seznam
(datum podelitve - št. znaka - ime)
- neznano - Milan Bolkovič - Tone Bolkovič - Janez Fajfar - Marjan Hanžel - Ivo Horvat - Miran Jergovič - Vlado Kunčič - Dušan Meško - Oto Smolkovič